# Marathon van Utrecht 2007
De Fortis marathon van Utrecht 2007 vond plaats op maandag 9 april in Utrecht.
Bij de mannen werd de wedstrijd gewonnen door Mariko Kiplagat Kipchumba en bij de vrouwen door Joanna Chmiel. 
Naar schatting deden er 13.000 lopers mee aan de zevende marathon van Utrecht.

## Uitslagen

### Mannen
| rang   | naam                      | land | tijd    |
| ------ | ------------------------- | ---- | ------- |
| Goud   | Mariko Kiplagat Kipchumba | KEN  | 2:11.16 |
| Zilver | Sammy Chumba              | KEN  | 2:11.22 |
| Brons  | John Rono                 | KEN  | 2:13.33 |
| 4      | Elijah Cheburet           | KEN  | 2:16.08 |
| 5      | Isaiah Kosgei             | KEN  | 2:19.20 |
| 6      | Gino Van Geyte            | BEL  | 2:19.55 |
| 7      | Isaac Chemobo             | UKR  | 2:22.42 |
| 8      | Dmytro Osadchy            | UKR  | 2:27.09 |
| 9      | Vincent Ternet            | BEL  | 2:37.15 |
| 10     | Dainius Saucikovas        | LTU  | 2:49.28 |

### Vrouwen
| rang   | naam            | land | tijd    |
| ------ | --------------- | ---- | ------- |
| Goud   | Joanna Chmiel   | POL  | 2:47.11 |
| Zilver | Remlda Kergyte  | LTU  | 2:49.27 |
| Brons  | Brigitte Mulder | BEL  | 3:07.14 |

1978 · 
1979 · 
1980 · 
1981 · 
1982 · 
1983 · 
1984 · 
1985 · 
1986 · 
1987 · 
1988 · 
1989 · 
1990 · 
1991 · 
1992 · 
1993 · 
1994 · 
1995 · 
1996 · 
1997 · 
1998 · 
1999 · 
2000 · 
2001 · 
2002 · 
2003 · 
2004 · 
2005 · 
2006 · 
2007 · 
2008 · 
2009 · 
2010 ·
2011 ·
2012